# C'era una volta (Šklovskij)
C'era una volta (in russo Жили-были: воспоминания, мемуарные записи ?, Žili-byli: vospominaniâ, memuarnye zapisi; letteralmente: «C'era una volta: ricordi, memorie») è un libro di memorie del 1964 del letterato e sceneggiatore russo Viktor Borisovič Šklovskij.

## Storia editoriale
C'era una volta è stato scritto nel 1961. Fu pubblicato in russo dalla casa editrice Sovetskij pisatel' nel 1964 e riedito, assieme ad altre opere di Šklovskij, nel 1966. Nel 1968 sono state pubblicate traduzioni in lingua italiana, dello slavista Sergio Leone, e in lingua tedesca ad opera di Alexander Kaempfe. Una traduzione in francese è stata pubblicata solo nel 2005, mentre in lingua inglese esiste solo una traduzione parziale di Alexandra Berlina contenuta in un volume dedicato nel 2017 all'opera di Šklovskij.

## Contenuto
Il volume è diviso in tre parti intitolate, rispettivamente, «L'infanzia» (in russo Детство?, Detstvo)
, «La giovinezza» (in russo Юность?, Ûnost’) e «La giovinezza finisce» (in russo Юность Кончается?, Ûnost’ Končaetsâ). Ciascuna parte è formata da numerosi brevi capitoli.
L'infanzia

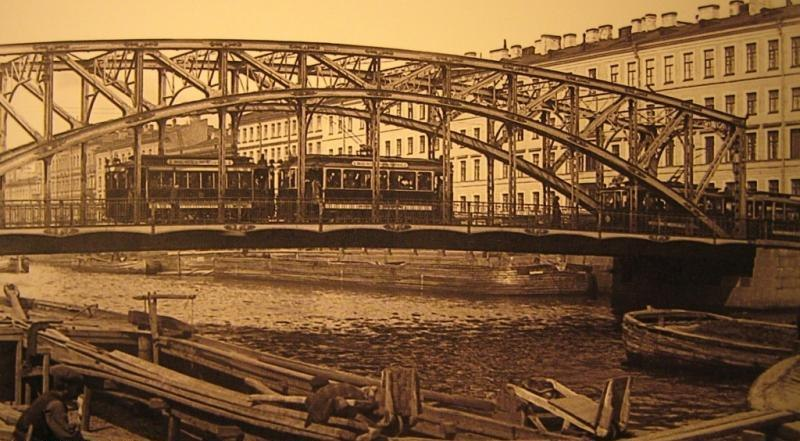
San Pietroburgo, Ponte Nikol’skij (foto di Viktor B. Šklovskij, 1915)

Nel capitolo introduttivo della prima parte, intitolato «Perché comincio dalla descrizione dell'infanzia?» (Počemu načinaû s opisaniâ detstvaz) Šklovskij (1893-1984) afferma di aver già scritto negli anni trenta libri di ricordi, ma tutti sotto forma di diario, costruiti pertanto trascrivendo o rielaborando ciò che era stato scritto nel corso degli eventi. In C'era una volta, invece, l'autore scrive, negli anni sessanta, memorie di eventi ormai remoti («Io vi voglio mostrare il moto del tempo. Le persone che saranno l'oggetto di questa prima parte appartengono semplicemente al vecchio mondo, e il fanciullo che rappresento non vi propongo d'educarlo: presto avrà settant'anni.»). Šklovskij intende scrivere con franchezza del proprio passato («Prima della rivoluzione chi non era ricco viveva in un mondo limitato, cieco e chiuso ([...]) Ma la rivoluzione, che non era ancora iniziata, ci stava già cambiando.»). Nella prima parte Šklovskij narra della sua infanzia nella San Pietroburgo zarista, dei suoi genitori e delle loro origini familiari, della njanja Emilija Petrovna la quale gli leggeva le opere di Verne, della scuola primaria e delle difficoltà scolastiche, del ginnasio Šapovalenko, delle prime letture adolescenziali (Le memorie di un pazzo di Gogol', Pan di Hamsun, Un eroe del nostro tempo di Lermontov).
La giovinezza

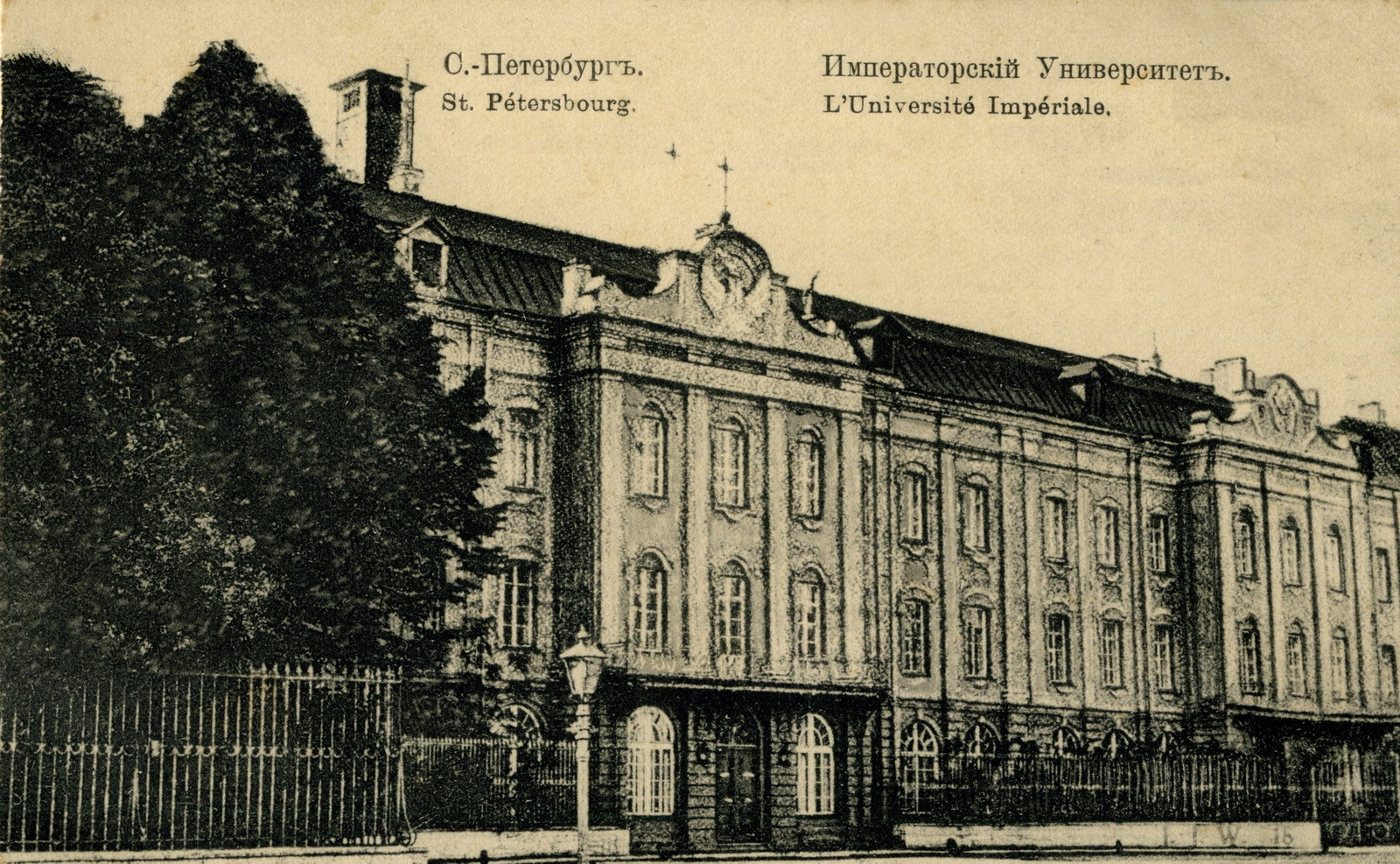
Università di San Pietroburgo

Nella seconda parte Šklovskij racconta di un periodo i cui limiti cronologici vanno grosso modo dal 1909, anno in cui l'autore era «un ragazzo di sedici anni dai grossi riccioli castani, non folti») al 1917, anno del ritorno di Lenin in Russia. Nel 1905 il governo imperiale aveva dichiarato la tolleranza religiosa e la libertà di stampa, quindi cessarono la maggior parte delle forme di censura, compresa quella ecclesiastica. Quel periodo vide in letteratura l'ascesa di importanti scuole moderniste, in particolare il Simbolismo, l'Acmeismo e il Futurismo, tutte notevoli per l'alta qualità della poesia e della prosa. Šklovskij, che fino ad allora era stato uno studente svogliato e poco brillante, racconta l'effetto quasi terapeutico che ebbe su di lui, la lettura di Tolstoj, Gogol' e Puškin, i quali «salvarono dalla disperazione». Ricostruisce quindi il clima culturale che si respirava in Russia e, in particolare, a Pietrogrado (come venne ribattezzata San Pietroburgo) e nell'Università statale di San Pietroburgo, in quegli anni; gli incontri con Mandel'štam, Majakovskij, Blok, Chlebnikov, Nikolàj Kul'bin, con i professori Vengerov, i linguisti Baudouin de Courtenay, Polivanov e Âkubinskij; quindi la nascita dell'Opojaz con Tynjanov ed Ėjchenbaum. La seconda parte si chiude con lo scoppio della prima guerra mondiale e il ritorno di Lenin.
La giovinezza finisce

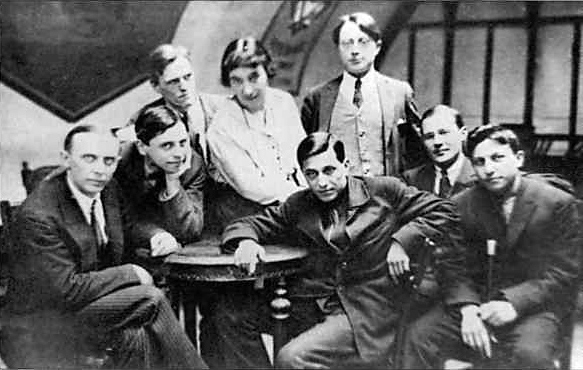
I fratelli di Serapione. Da sinistra a destra : Konstantin Fedin, Mihaíl Leonídovič Slonímskij, Nikolaj Tichonov, Elizavéta Polónskaâ, Nikolaj Nikitin, Michail Zoščenko, Il’â Gruzdev, Veniamin Kaverin.

Nella terza parte dell'opera, la più breve, le memorie di Šklovskij si arrestano al 1921, l'anno della morte di Aleksandr Blok e del quindicesimo anno di età di Dmitrij Šostakovič. Šklovskij ricorda la sua attività, durante la prima guerra mondiale, nei pressi del Lago di Urmia, in Persia, dove organizzò il ritorno del suo reparto in patria. Ricorda quindi l'attività dell'Opojaz dopo la Rivoluzione d'ottobre, soprattutto i contributi teorici di Ėjchenbaum, di cui Šklovskij ricorda anche il comportamento eroico durante l'Assedio di Leningrado, e di Tynjanov. Ricorda la propria partecipazione alla guerra civile a Cherson (Ucraina), dove venne gravemente ferito, le discussioni con gli intellettuali, soprattutto del gruppo «I fratelli di Serapione», con i cineasti e infine, ma non meno importante, la sua amicizia con Maksim Gor'kij. 

### Edizioni

#### Originali
- (RU) Žili-byli, 1ª ed., Moskva, Sovetskij pisatel', 1964.
- (RU) Žili-byli (PDF), 2ª ed., Moskva, Sovetskij pisatel', 1966.
 Il volume contiene «Žili-byli» (C'era una volta) nelle pagine 7-164; «Zoo Ili Pis’ma Ne O Lûbvi» (Zoo o Lettere non d'amore) nelle pagine 165-256; «O Maâkovskom» (Su Majakovskij) nelle pagine 257-414; «Druz’â I Vstreči» (Amici e incontri), una selezione di articoli di Šklovskij pubblicati negli anni sessanta sulla rivista "Znamâ", nelle pagine 415-550.

#### Traduzioni
- C'era una volta, traduzione di Sergio Leone, Milano, Il Saggiatore, 1968.
- (DE) Kindheit und Jugend, traduzione di Alexander Kaempfe, Frankfurt am Main, Suhrkamp, 1968, ISBN 3518012185.
- (FR) Il était une fois, traduzione di Macha Zonina et Jean-Christophe Bailly, Préface de Aleksandr Fedorovič Stroev, Paris, Christian Bourgois, 2005, ISBN 978-2-267-01755-7.